# Thomas Appelquist
Thomas William Appelquist (Emmetsburg, 1 de noviembre de 1946) es un físico teórico de partículas estadounidense. Se desempeña como profesor de Física Eugene Higgins en la Universidad Yale.

## Biografía
Recibió su licenciatura del Illinois Benedictine College y su doctorado en 1968 en la Universidad Cornell con la tesis Representaciones paramétricas de amplitudes renormalizadas de Feynman bajo la dirección de Donald R. Yennie. En 1970, tras un nombramiento postdoctoral en el Stanford Linear Accelerator Center, se incorporó al cuerpo docente de la Universidad de Harvard. En 1975 se trasladó a Yale y fue nombrado profesor de física en 1976. Desde 1983 hasta 1989, se desempeñó como presidente del departamento de física de Yale. En 1991, fue nombrado profesor de Física Eugene Higgins y de 1993 a 1998 se desempeñó como decano de la escuela de posgrado de Yale.
Es miembro de la Sociedad Estadounidense de Física (elegido en 1984), recibió el premio Científico Senior de la Fundación Alexander von Humboldt y miembro de la Academia Estadounidense de Artes y Ciencias. En 1997, recibió el premio Sakurai de la ASP por su trabajo sobre el quarkonio y el desacoplamiento de partículas pesadas.
De 1993 a 1996, se desempeñó como presidente del Centro de Física de Aspen. Ha formado parte de muchos comités asesores de la Fundación Nacional de Ciencias, el Departamento de Energía y la Sociedad Estadounidense de Física. De 1989 a 1993 fue miembro del Comité de Política Científica del Laboratorio Superconductor Supercollider (SSC). De 1999 a 2001, presidió el comité del Consejo Nacional de Investigación que preparó una visión general del campo de la física como culminación de la encuesta del NRC “Física en una nueva era”. De 2001 a 2006, se desempeñó como presidente de la junta directiva del Centro de Física de Aspen.
Su investigación se ha centrado en la teoría de las partículas elementales, incluidas las interacciones fuertes y la unificación electrodébil.